# 普拉茨維爾 (紐約州)
普拉茨維爾（英語：Prattsville）是一個位於美國紐約州格林縣的鎮。

## 人口
根據2020年美國人口普查的數據，普拉茨維爾的面積為54.56平方千米，當中陸地面積為54.28平方千米，而水域面積為0.27平方千米。當地共有人口774人，而人口密度為每平方千米14人。